# Buckingham, Québec
Buckingham är en stadsdel (secteur) i Gatineau och tätort (centre de population) i provinsen Québec i Kanada, till 31 december 2001 en separat stad. Buckingham blev bykommun 1855 och stad 1890. Mellan 1975 och 1979 omfattade staden även de områden som sedan blev Notre-Dame-de-la-Salette, Ange-Gardien och Masson.